# Beringärla
Beringärla (Motacilla tschutschensis) är en asiatisk fågel i familjen ärlor inom ordningen tättingar. Dess artstatus har varit omstridd, men urskiljs allt oftare som egen art.

## Utbredning och systematik
Beringärlan förekommer i nordöstra Asien, men även i Alaska. I AviList delas den in i fyra underarter med följande utbredning:
- Motacilla tschutschensis plexa – häckar i norra Sibirien. Övervintringsområdet är dåligt känt men flyttar till Sydöstasien, i väster möjligen till Indien.

Utbredningsområde:
Orange - häckingsområde
Blått - Övervintringsområde

- Motacilla tschutschensis tschutschensis inkl. angarensis och simillima – häckar i östra Sibirien söderut till norra Mongoliet, Kamtjatka, Kommendörsöarna och norra Kurilerna samt allra nordvästligaste Nordamerika. Den övervintrar i sydöstra Kina, Filippinerna och i Sydöstasien från Myanmar, österut till Indokina och söderut till Indonesien och norra Australien.
- Motacilla tschutschensis macronyx – häckar från Ussuriland till nordöstra Mongoliet och centrala Manchuriet. Den övervintrar i Sydöstasien och sydöstra Kina.
- Motacilla tschutschensis taivana – häckar från sydöstra Sibirien till Ochotska havet och norra Japan. Den övervintrar i södra Asien, i Indonesien och norra Australien.

### Förekomst utanför utbredningsområdet
Beringärlan är en mycket sällsynt gäst väster om utbredningsområdet till Europa. I Sverige har den påträffats vid fem tillfällen.

### Artstatus
Tidigare kategoriserades beringärlan som del av gulärla, men urskiljs allt oftare som egen art, sedan juni 2025 även av BirdLife Sverige. Uppdelningen baseras på en djup genetisk klyfta  samt att beringärla verkar stå närmare citronärlan än västliga gulärlor. Olika genetiska analyser ger dock delvis motstridiga resultat och dräktkaraktärer går i flera fall på tvärs med genetiken. Skillnaderna i resultaten har tolkats så att mitokondrie-DNA:t visar spår av historisk hybridisering.
En tvistelinje är beringärlans underart plexa, som till utseendet är mycket likt thunbergi. Studier i västra Sibirien visar att fåglar som liknar thunbergi/plexa där bebor myrar, medan gulärletaxonet beema som förekommer i samma område håller till i våtmarksområden kring floder, vilket tyder på att de bör behandlas som skilda arter.

## Utseende och läte
Beringärla är mycket lik gulärlans olika taxon med sin gula undersida, gröna ovansida och sitt blå, grå eller svartfärgade huvud. Förutom avvikande DNA har den dock längre bakklo samt snabbare och ljusare sång. Dräktmässigt finns inte några konstanta diagnostiska skillnader, men de olika underarterna skiljer sig från gulärlans underarter enligt följande: 
- Hanarna hos underarten plexa är mycket lika thunbergi, men örontäckarna är mörkare, hjässan ljusare och den har bara ett rudimentärt ögonbrynsstreck. Honorna är blekare än hanarna.
- Båda könen hos nominatformen tschutschensis liknar flava, men det gråa på huvudet är mörkare. Honorna är ofta mycket lika hanarna.
- Hos macronyx liknar hanarna thunbergi men är ljusare och mer kontrastrikt tecknade. Honan liknar thunbergi men saknar ögonbrynsstreck.
- Taxonet taivana liknar flavissima men är mörkare på ovansidan och örontäckarna är nästan svarta. Könen är lika.

## Status och hot
Det finns tecken på att arten minskar i antal. På grund av dess stora utbredningsområde och att minskningen inte är kraftig kategoriserar internationella naturvårdsunionen IUCN ändå arten som livskraftig.

## Namn
Arten kallades tidigare östlig gulärla. I juni 2025 tilldelades den ett nytt och mer deskriptivt namn av BirdLife Sveriges taxonomikommitté, främst för att betona att den inte alls säkert är gulärlans närmaste släkting. Namnbytet motiveras av att utbredningsområdet till stora delar sammanfaller med den del av nordöstra Asien och Alaska som utgör området Beringia, från ryska Lenafloden i väster till kanadensiska Mackenziefloden i öster, från 72°N (i Tjuktjerhavet) i norr via Berings sund och hela Berings hav till Kamtjatkas sydspets i söder.